# André Hamann

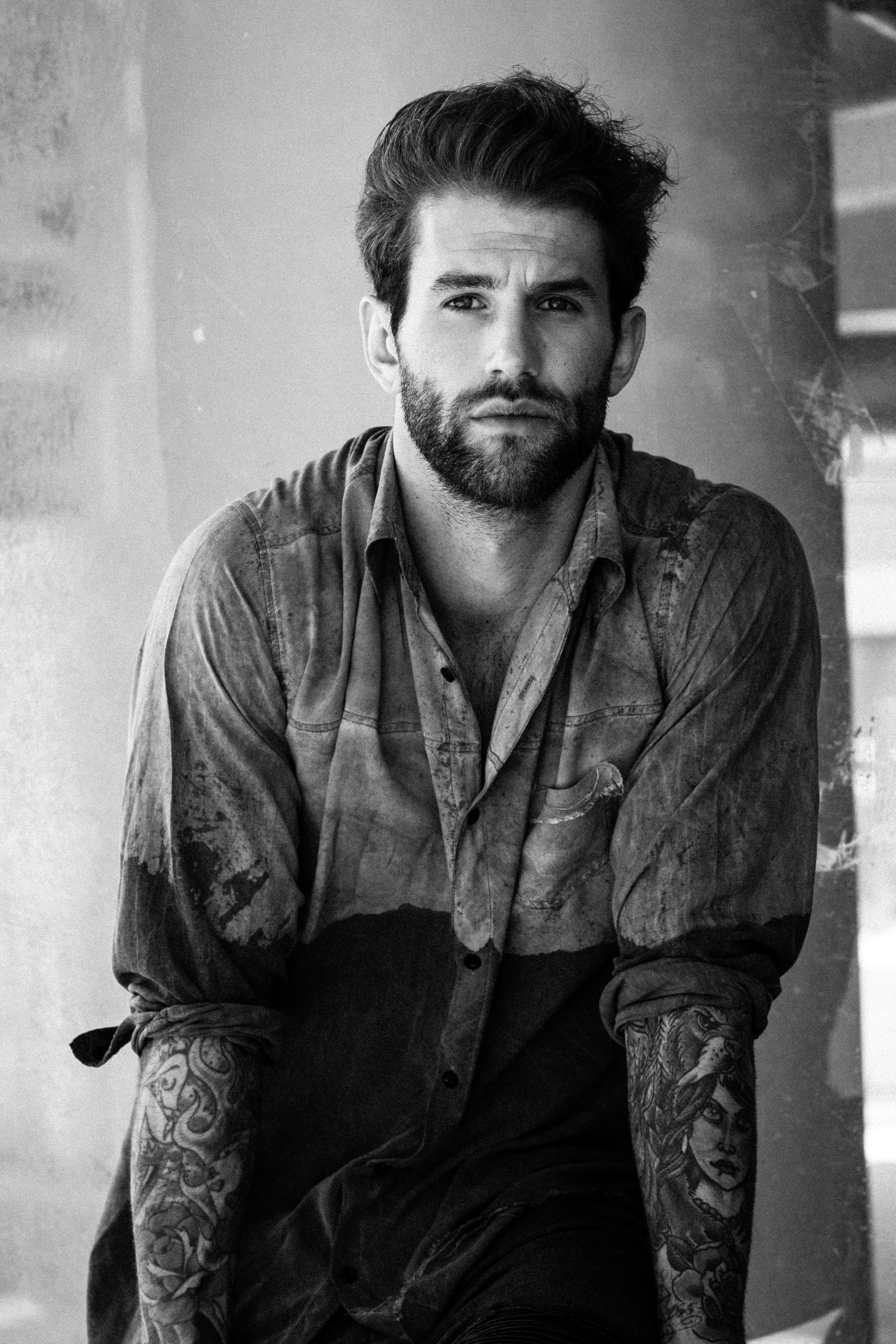
André Hamann

André Hamann (* 12. August 1987 in Oberhausen) ist ein deutsches Männermodel, Unternehmer und digitaler Influencer. Seine Modelkarriere begann er zunächst in der österreichischen Hauptstadt Wien. Inzwischen arbeitet er international.

## Leben
André Hamann wurde in Oberhausen geboren. Bis 2005 besuchte er die Heinrich-Böll-Gesamtschule im Stadtteil Schmachtendorf. Von 2007 bis 2010 absolvierte er die Kaufmännische Ausbildung bei Peek & Cloppenburg Düsseldorf. Danach lebte und arbeitete er zunächst als Trainee für die Modemarke H&M in Wien.
Seine Modelkarriere begann er im Jahr 2010 in Wien. Auf Empfehlung eines Fotomodells stellte er sich bei einer Agentur vor. Inzwischen arbeitet André Hamann als internationales Model unter anderem für Hugo Boss und Calvin Klein, Men’s Health, GQ, Cosmopolitan, Esquire und die VOGUE.
2014 gründete André Hamann zusammen mit Freunden das Modelabel [Haze & Glory] mit jeweils zwei Filialen auf Bali und einem Pop-Up Store in Berlin. Er zog im Jahr 2015 nach Berlin. 2017 verbrachte er ein halbes Jahr in Los Angeles. Mittlerweile lebt André in Hamburg.
2016 hatte André Hamann einen Auftritt in der elften Staffel von Germany’s Next Topmodel. In der ProSieben-Castingshow suchte er ein passendes Model für seine Modemarke.